# Real de Banjul FC
El Real de Banjul Football Club és un club de futbol gambià de la ciutat de Libreville.
Va ser fundat el 1967 amb el nom Benson & Hedges FC. Més tard fou Real de Bathurst FC i finalment Real de Banjul FC.

## Palmarès
- Lliga gambiana de futbol: [7]
  - 1972, 1974, 1975, 1978, 1983, 1994, 1997, 1998, 2000, 2007, 2012, 2014, 2023, 2024, 2025
- Copa gambiana de futbol: [8]
  - 1969, 1970, 1997
- Supercopa gambiana de futbol: [8]
  - 2012